# Mirow
Mirow est une commune d'Allemagne située dans l'arrondissement du Plateau des lacs mecklembourgeois, dans le Land de Mecklembourg-Poméranie-Occidentale.

## Géographie
Mirow est une petite ville d'une superficie de 84,08 km², située dans la région du plateau des lacs mecklembourgeois (Mecklenburgische Seenplatte), sur la rive sud du lac Mirow. Celui-ci est relié au lac Müritz et à la rivière Havel par un système de lacs secondaires et de canaux. La ville de Mirow possède plusieurs lacs sur son territoire. Les communes avoisinantes de Diemitz, Fleeth, Granzow, Peetsch et Starsow ont été incorporées à Mirow en 2004.

## Histoire
Henri II Borwin de Mecklembourg offre une terre aux Hospitaliers qui fondent en 1227 une commanderie sur les bords du lac Mirow. En 1701, la ville est incorporée au duché de Mecklembourg-Strelitz. Construit en 1708 sur le bord du lac Mirow, le château est la résidence des ducs de Mecklembourg-Strelitz. Partiellement détruit par un incendie en 1742, il est reconstruit par le duc Adolphe-Frédéric III entre 1749 et 1752. Le dernier duc régnant, Adolphe-Frédéric VI, est inhumé sur l'« île de l'amour » (Liebesinsel) de Mirow.